# Fons Trompenaars
Alfonsus (Fons) Trompenaars (Ámsterdam, 1953) es un teórico organizacional, consultor administrativo y autor franco-neerlandés en el ámbito de la Comunicación intercultural, conocido por su modelo de diferencias culturales.

## Biografía
En 1979, Trompenaars obtuvo su Máster de Economía en la Universidad Libre de Ámsterdam y en 1983 su doctorado de Wharton School, Universidad de Pennsylvania, con una disertación sobre las diferencias en las concepciones de la estructura de la organización en las diversas culturas. Él experimentó de primera mano las diferencias culturales en el hogar, donde creció hablando el idioma francés de su madre y neerlandés con su padre, y luego en el trabajo con la empresa multinacional de energía Royal Dutch Shell en nueve países diferentes.

Sus libros incluyen: Riding the Waves of Culture (Montando las olas de Cultura), Seven Cultures of Capitalism (Las siete culturas del capitalismo), Building Cross-Cultural Competence (Construcción de competencias transculturales), Leaders for the 21st Century (Líderes para el siglo XXI) e Innovating in a Global Crisis (Innovando en una crisis global).

## Trabajo

### Modelo de Diferencias Culturales de Trompenaars
Trompenaars y su socio Charles Hampden-Turner, han desarrollado un modelo de diferencias culturales con siete dimensiones, después de 10 años de investigar las preferencias y valores de 46000 gerentes en 43 países. Este constituye un marco para la Comunicación Intercultural aplicado a los negocios y a la administración.
Las cinco primeras orientaciones se refieren a cómo los seres humanos interactúan entre sí y las últimas dos a las relaciones del individuo con su entorno.

#### Universalismo versus Particularismo
Reglas versus relaciones
En culturas universalistas, como la de Estados Unidos, Suiza, Países Bajos, Sudáfrica, Australia y Canadá, el bien y el mal siempre pueden ser definidos, el mundo existe en blanco y negro con muy pocos tonos de gris. En estas culturas las obligaciones y reglas poseen mayor importancia que las relaciones interpersonales, las cuales son prescritas por leyes, reglas, valores generales y obligaciones. Está implícito, en ese sentido, que existe una sola realidad en la que todas las personas deben ser tratadas de la misma manera. Los contratos son una parte determinante de la vida y una persona es confiable cuando se adhiere a ellos.
En culturas particularistas, como las latinas, africanas y asiáticas, los juicios se enfocan en la naturaleza excepcional de las circunstancias. Existen varias perspectivas relativas a cada participante y la gente está dispuesta a hacer por alguien querido lo que normalmente no permitiría, por eso tiende a considerarse como aceptable si es un amigo o familiar quien rompe las reglas. Los negocios son basados en relaciones, y una buena relación es mucho más importante que un contrato, que está sujeto a cambios.

#### Colectivismo versus Individualismo
El grupo versus el individuo

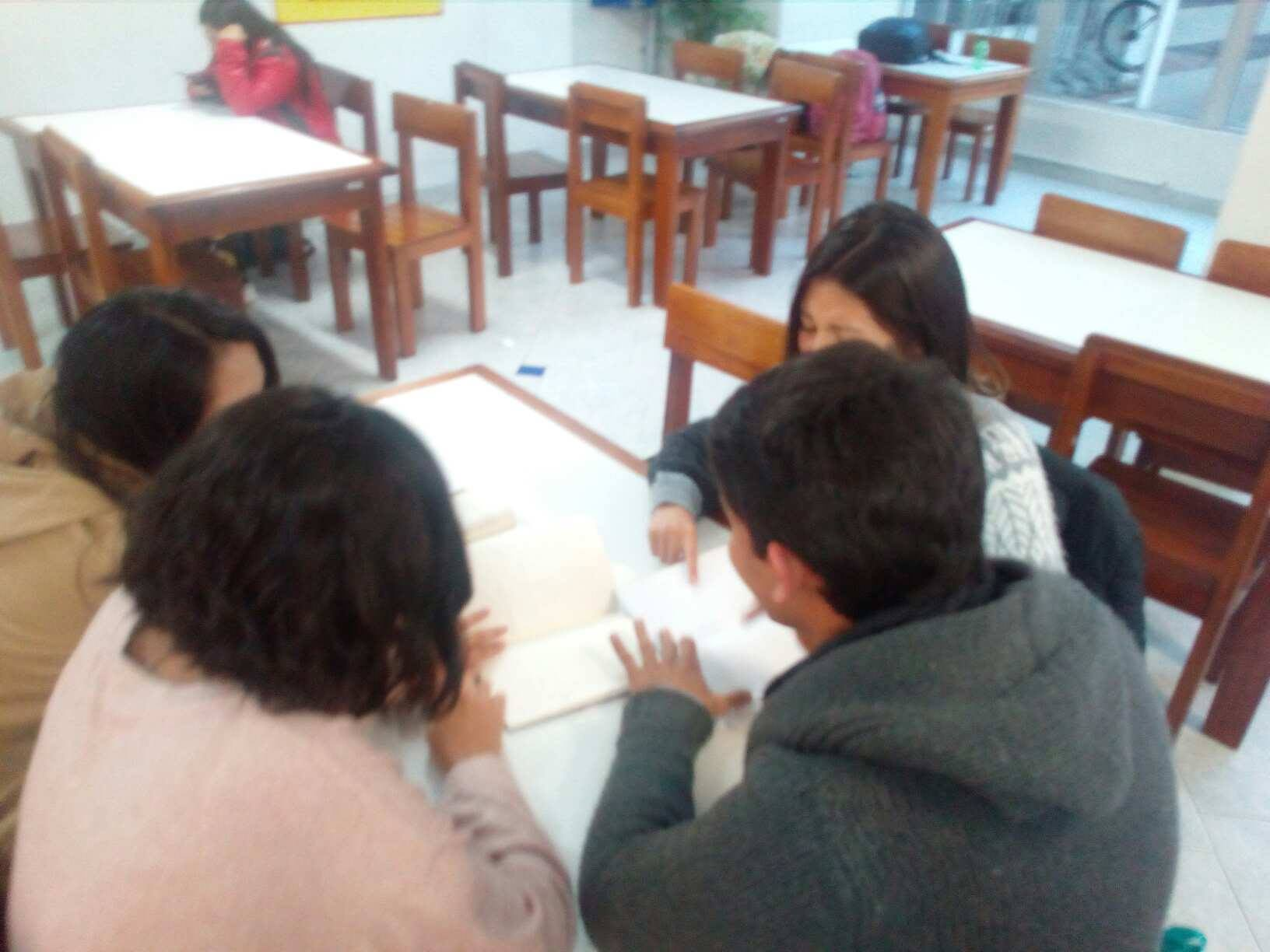
A group of four Ecuadorian students working together as members of a collectivist culture

En culturas individualistas, tales como la de Estados Unidos, Israel, Canadá, Finlandia, Nueva Zelanda y Rumanía, la persona es más importante que el grupo, que no es controlado, pues el objeto de control es el individuo. En este tipo de culturas se valora la libertad personal y la iniciativa, todo el mundo debe tomar sus propias decisiones y cuidar de sí mismo. El uso del “yo” es bastante común, las personas realizan sus logros solos y asumen responsabilidades personalmente por lo que se es libre de cometer errores.
En culturas colectivistas, tales como Japón, Egipto, México, India y Taiwán, la gente se ve a sí misma como parte de un grupo y consideran a la comunidad más importante que el individuo porque a cambio se obtiene seguridad y ayuda cuando es necesario. La supervisión es orientada al grupo, y ésta es, en este sentido, influenciada por los logros de un individuo. El “nosotros” es usado con mayor frecuencia, las personas alcanzan el éxito en conjunto lo que los lleva a asumir una responsabilidad conjunta. El favoritismo es evitado, no se celebran públicamente logros personales y se debe evitar la pérdida de prestigio a cualquier costo.

#### Neutral versus Afectiva

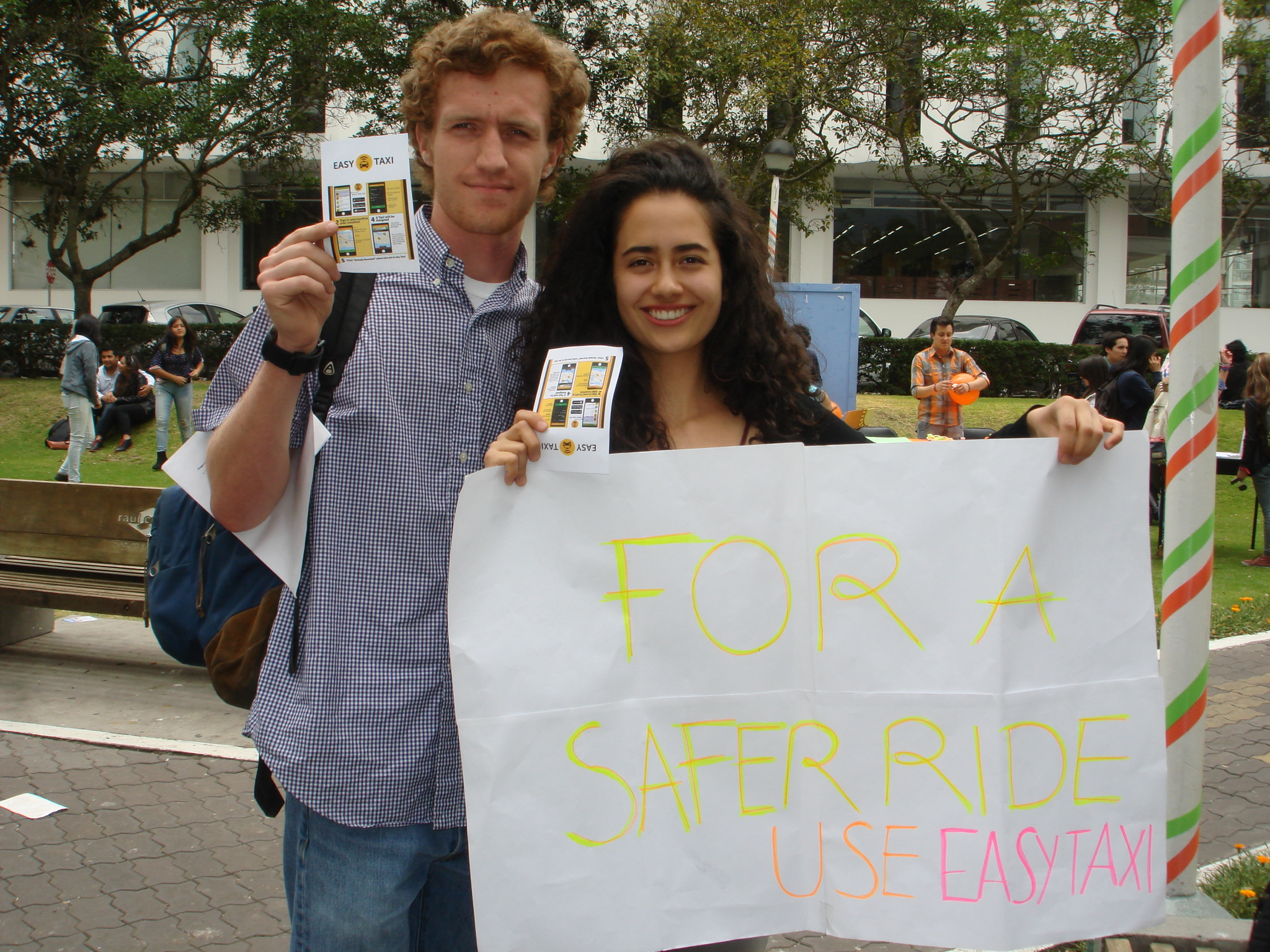
Demonstration of how cultures express ther emotions in affective culture like in Ecuador or neutral cultures like in US

Grado y extensión de los sentimientos
En culturas emocionalmente neutrales, como la de Estados Unidos, Suiza, República Checa, Países Bajos, Finlandia y Alemania, sus miembros no expresan sus sentimientos, los mantienen controlados y sometidos. Esto no significa que sean fríos o que no tengan sentimientos ni que estén emocionalmente constipados o reprimidos, sino que dejan que sus acciones sean influenciadas por la razón. Estas personas no dejan que sus sentimientos interfieran en sus relaciones profesionales y procuran interpretar cuidadosamente las reacciones emocionales de las otras personas.
En culturas emocionalmente afectivas, como la de Polonia, Italia, Francia y España, las personas muestran sus emociones sin ambages, sonriendo, riendo, haciendo muecas o frunciendo el ceño, dejando a sus emociones influenciar sus decisiones, por lo menos parcialmente. Estas revelan con facilidad sus pensamientos y emociones, tanto de manera verbal como no verbal.

#### Específico versus Difuso
Grado de participación
En culturas específicas, como la de Estados Unidos, Suiza, Alemania, países escandinavos y Países Bajos, la gente piensa que su vida es la suma de varias partes que es mejor mantener separadas, por esto el trabajo y la vida privada están fuertemente separadas y las interacciones interpersonales deben estar bien definidas; esto implica que las personas creen que pueden trabajar bastante bien con otras sin tener necesariamente una buena relación. La autoridad de un líder llega únicamente hasta donde esté definida la relación de trabajo con su subordinado. Las personas son directas, precisas y transparentes, los principios morales son completamente independientes de la persona a quien se dirige.
En culturas difusas, como Argentina, España, Rusia, India y la mayoría del este asiático, se tiene una perspectiva más holística, la vida privada y cada nivel de esta tienden a impregnar todos los otros aspectos. No existe un límite claro entre las relaciones de trabajo y otro tipo de relaciones sociales, es por eso por lo que la autoridad de un líder, generalmente, no se termina en la oficina, sino que tiende a tener cierto poder en la vida personal de su subordinado. Debido a la importancia de la lealtad y de los varios vínculos, este tipo de culturas tienden a tener menor rotación y desplazamientos de empleados. Las personas suelen ser indirectas, aparentemente asistemáticas y elusivas.

#### Logros versus Adscripción
Como el estatus es visto y acordado
En culturas orientadas a los logros, como la de Estados Unidos, Canadá, Australia y los países Escandinavos, las personas son juzgadas con base en sus acciones y desempeño, y su estatus se deriva de lo que han alcanzado. Se tiende a reconocer, valorar y recompensar buenos rendimientos y a justificar las jerarquías argumentando que los altos funcionarios han logrado más cosas y aun así el uso de títulos es poco frecuente.
En culturas orientadas a la adscripción, como la de Taiwán, Francia, Italia y Japón, el estatus de las personas es atribuido por cosas como parentesco, género, riqueza, edad, conexiones interpersonales o récord estudiantil. El estatus no se basa en lo que la gente hace o hizo, más bien en lo que es. Existe un uso extensivo de los títulos obtenidos y la mayoría de los altos funcionarios son hombres de mediana edad.

#### Secuencia versus Sincrónica

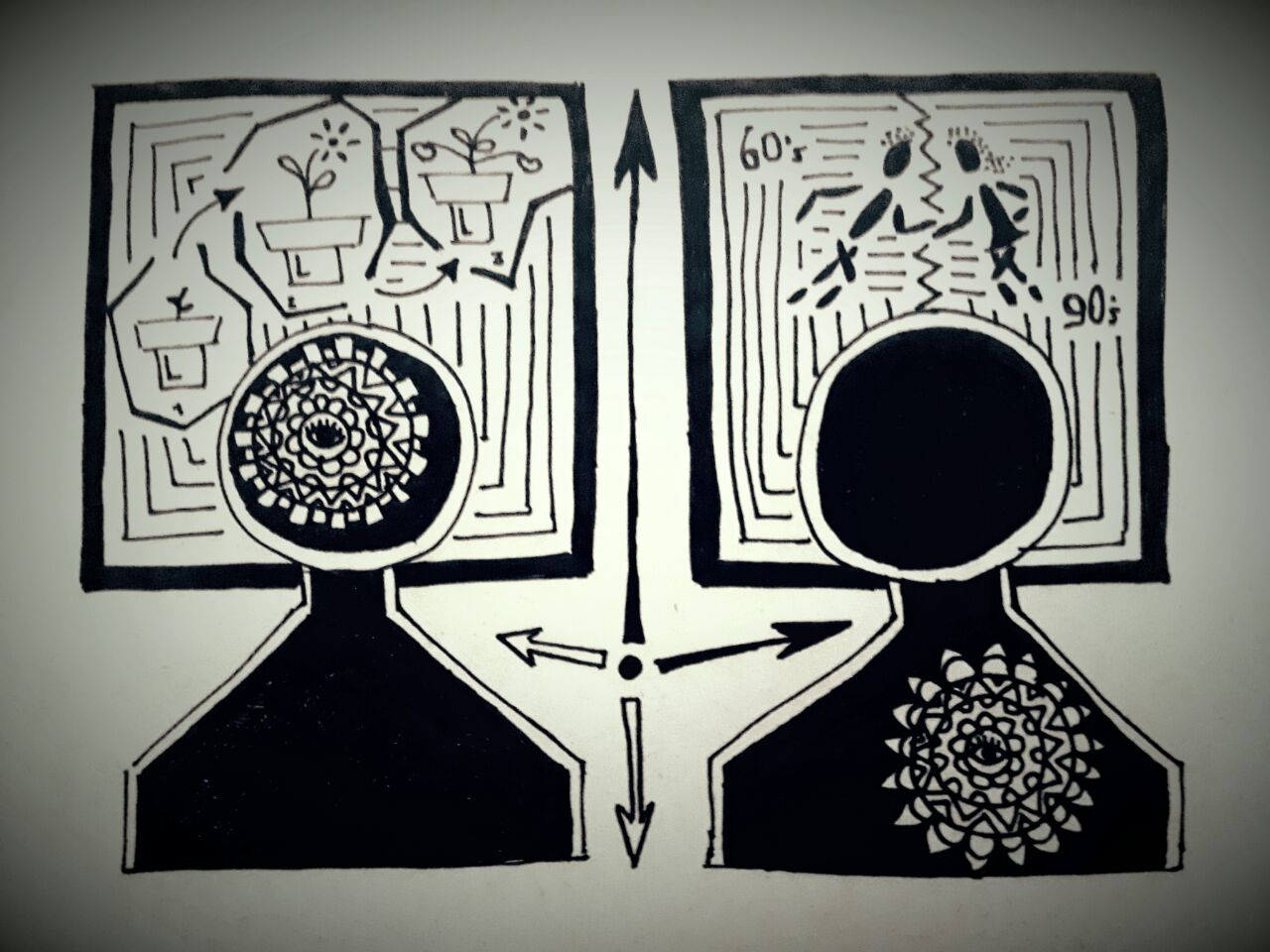
Two different ways of seeing the passage of time

Como se entiende y maneja el paso del tiempo
La manera en la que las sociedades ven el tiempo también varía. En algunas lo que alguien hizo en el pasado ya no es tan importante, tiene mayor relevancia saber que es lo que la persona planea para el futuro. En otras sociedades se puede impresionar más a las personas con logros pasados que con los actuales.
En culturas secuenciales, como la de Alemania, Reino Unido y Estados Unidos, la gente es propensa a entender la estructura del tiempo como algo secuencial e inflexible y asigna diferente importancia al pasado, al presente y al futuro. Para ellos el orden en el que pasan los eventos es altamente importante, al igual que el valor del tiempo, la puntualidad y la planeación.
En cultura sincrónicas, como la de Japón, Argentina y México, la gente ve al pasado, el presente y el futuro como periodos interrelacionados por lo que tienden a trabajar en varios proyectos a la vez, y ven los planes y compromisos como algo flexible porque piensan que el tiempo lo es también.

#### Control interno versus Control externo
Como se entiende las relaciones entre las personas y su ambiente natural
En culturas de control interno, las personas ven a la naturaleza como un mecanismo complejo e inmenso que puede ser controlado si se tiene la experiencia necesaria. Se cree que los humanos pueden y deben controlar su hábitat natural si hacen un esfuerzo; por lo que tienden a enfocarse en sí mismos y en su organización, y a tratar a sus semejantes de manera dominante y agresiva. Esta manera de pensar no se limita solo al ámbito natural, sino también al social, principalmente en la manera en la que individuos trabajan en equipo. La manera en la que se trata a la naturaleza será la misma en al que se trata a otros.
En culturas de control externo, la gente tiene una perspectiva orgánica de la naturaleza. Es de nuevo, una perspectiva holística en la que el hombre es solamente una fuerza más de la naturaleza y, consecuentemente, vive en armonía con los otros y con su ambiente. Entonces, la gente debe adaptarse a las circunstancias externas y tiene que trabajar en conjunto con su hábitat para alcanzar el éxito. En un contexto social, se debe en los otros y evitar los conflictos.